# Nymphoides microphylla
Nymphoides microphylla là một loài thực vật có hoa trong họ Menyanthaceae. Loài này được (A. St.-Hil.) Kuntze mô tả khoa học đầu tiên năm 1891.